# Mario Paonessa
Mario Paonessa (Vico Equense, 9 dicembre 1990) è un canottiere italiano.
Nel 2016 ha partecipato ai Giochi olimpici di Rio de Janeiro venendo eliminato ai ripescaggi.

## Palmarès
- Campionati del mondo di canottaggio

Rotterdam 2016 - bronzo nel due con maschile
Sarasota 2017 - bronzo nell'otto maschile.